# Parque Provincial Marinho Princess Louisa
O Parque Provincial Marinho Princess Louisa é um parque provincial na Colúmbia Britânica, Canadá.